# Bundestagswahlkreis Leer
Der Wahlkreis Leer war ein Bundestagswahlkreis in Niedersachsen. Er umfasste das Gebiet der Landkreise Leer und Wittmund.

## Geschichte
Der Wahlkreis hatte bei der Bundestagswahl 1949 die Nummer 2 der niedersächsischen Wahlkreise und danach die bundesweite Wahlkreisnummer 24. Im Zuge der Neuordnung der Wahlkreise vor der Bundestagswahl 1965 wurde er schließlich aufgelöst. Das Gebiet des Landkreises Leer ging an den neu gebildeten Wahlkreis Emden - Leer und der Landkreis Wittmund an den Wahlkreis Wilhelmshaven.

## Abgeordnete
Direkt gewählte Abgeordnete des Wahlkreises Leer waren
| Jahr | Name            | Partei | Anteil der Erststimmen |
| ---- | --------------- | ------ | ---------------------- |
| 1961 | Hermann Conring | CDU    | 49,7 %                 |
| 1957 | Hermann Conring | CDU    | 52,0 %                 |
| 1953 | Hermann Conring | CDU    | 56,2 %                 |
| 1949 | Johann Temmen   | SPD    | 35,1 %                 |